# A Man Called Adam
A Man Called Adam és una pel·lícula estatunidenca dirigida per Leo Penn, estrenada el 1966.

## Argument
Un famós trompetista de jazz és incapaç d'afrontar els problemes quotidians.

## Repartiment
- Sammy Davis Jr.: Adam Johnson
- Ossie Davis: Nelson Davis
- Cicely Tyson: Claudia Ferguson
- Louis Armstrong: Willie Ferguson
- Frank Sinatra Jr.: Vincent
- Peter Lawford: Manny
- Mel Tormé: ell mateix
- Lola Falana: Theo
- Jeanette Du Bois: Martha
- Johnny Brown: Les
- George Rhodes: Leroy
- Morgan Freeman

## Rebuda
Pocs drames exploren al cinema el món dels músics de jazz. Una excepció és "A Man Called Adam", protagonitzada per Sammy Davis. El film falla, encara que en alguns aspectes és admirable. Gairebé tan provocatiu com el tema -un trompetista en decadència- és el fet que no solament protagonitzi la pel·lícula un artista negre sinó que també siguin negres i blancs els intèrprets en els papers clau, una altra raresa. Dissenyat per la companyia Embassy Pictures, amb Ike Jones i Jim Waters com coproductors, aquesta cinta té prou crèdits per arrencar.
Tristament, com a història humana rarament lliga amb el fons, gràficament transmès pel director, Leo Penn. Mr. Davis i el seu equip movent-se per escenaris reals - clubs plens de fum i bars, habitacions d'hotel, i sessions de jazz.
Fins i tot el pressupost òbviament modest col·labora amb un esguard de la realitat, assaonada amb una fotografia àgil. I amb un sòlid jazz de mestres com Louis Armstrong i Nat Adderly, que proporciona els sons perquè Davis toqui àgilment la trumpeta. El problema és un home anomenat Adam, i el seu parentiu amb un anomenat Job. Mr. Davis retrata l'heroi neuròtic amb una intensitat salvatge i un sentiment pregó. Però aquest personatge, en el guió de Les Pine i Tina Rome, sembla més d'un agressiu màrtir autoescollit que d'un home entre homes.
Un elenc estel·lar enforteix aquesta pel·lícula d'un trompetista de jazz (Sammy Davis Jr.) que experimenta tant els prejudicis de la indústria de la música com la culpabilitat terrible després de l'accident de trànsit que va matar la seva família, una tragèdia de la que se sent personalment responsable. El film inclou uns quants gegants del jazz i de la música popular: Frank Sinatra, Louis Armstrong, Ossie Davis, i Mel Tormé, així com Peter Lawford i Cicely Tyson.